# Tallinn Lufthavn
Tallinn Lufthavn (IATA: TLL, ICAO: EETN) er en international lufthavn i Estland. Den er placeret fire km sydøst for landets hovedstad Tallinn, helt op til Ülemistesøen, og er hjemmebase Estonian Air. Den åbnede 20. september 1936.
I 2012 ekspederede den 2.206.692 passagerer, 23.921 tons fragt og 48.531 flyoperationer. Estonian Air og lavprisselskabet Ryanair har det meste trafik fra lufthavnen.
Den officielle navn er Lennart Meri Tallinn Airport, opkaldt efter landets anden præsident Lennart Meri.

## Historie
Opførelsen af Tallinns lufthavn startede i 1932 , og den blev officielt åbnet den 20. september 1936, selv om det havde været i drift et godt stykke tid før den officielle åbning. De samlede udgifter til projektet, herunder omkostningerne ved at bygge flere hangarer, var på omkring 25 millioner kroon. Den første landingsbane var 300 meter lang og 40 meter bred.
Før 2. verdenskrig fløj flere europæiske selskaber til Tallinn, men fra 1945 til 1989 var det udelukkende det sovjetiske selskab Aeroflot som benyttede lufthavnen. I efteråret 1989 begyndte SAS at benytte lufthavnen på en rute til Københavns Lufthavn, hvilket var første gang et udenlandsk selskab benyttede stedet siden slutningen af 2. verdenskrig.
I marts 1998 var lufthavnens første fragtterminal færdigbygget. Lufthavnsterminalen blev totalrenoveret i 1999. Fra januar 2006 til september 2008 blev terminalen udbygget i tre retninger, hvilket gav plads til 18 nye gates, ti nye check-in skranker, samt nye restauranter og caféer. En ny rullevej blev tilføjet til landingsbanen. De samlede udbygninger af terminal og de udvendige faciliteter, bevirkede at lufthavnen havde fordoblet sin kapacitet.

## Statistik

### År for år
|                           |
| Opdateret: 23. marts 2013 |

Baltikums travleste lufthavne efter passagerer
| Land    | Lufthavn         | 2012      | 2011      | 2010      | 2009      | 2008      | 2007      | 2006      | 2005      | 2004      | 2003    | 2002    | 2001    |
| ------- | ---------------- | --------- | --------- | --------- | --------- | --------- | --------- | --------- | --------- | --------- | ------- | ------- | ------- |
| Letland | Riga Airport     | 4.767.764 | 5.106.692 | 4.663.647 | 4.066.854 | 3.690.549 | 3.160.945 | 2.495.020 | 1.878.035 | 1.060.426 | 711.753 | 633.322 | 622.647 |
| Litauen | Vilnius Airport  | 2.208.096 | 1.712.467 | 1.373.859 | 1.308.632 | 2.048.439 | 1.717.222 | 1.451.468 | 1.281.872 | 964.164   | 719.850 | 634.991 | 584.171 |
| Estland | Tallinn Lufthavn | 2.206.791 | 1.913.172 | 1.384.831 | 1.346.236 | 1.811.536 | 1.728.430 | 1.541.832 | 1.401.059 | 997.941   | 715.859 | 605.697 | 573.493 |
| Litauen | Kaunas Airport   | 830.268   | 872.618   | 809.732   | 456.698   | 410.165   | 390.881   | 248.228   | 77.350    | 27.113    | 21.732  | 19.891  | 20.137  |
| Litauen | Palanga Airport  | 128.169   | 111.133   | 102.528   | 104.600   | 101.586   | 93.379    | 110.828   | 94.000    | 76.020    | 46.666  | 45.971  | 45.660  |